# Alauda razae
La alondra de Raso (Alauda razae) es una de las aves más amenazadas de toda la Macaronesia. Este miembro de la familia Alaudidae sólo habita en el islote Raso, en Cabo Verde, lugar donde sobreviven menos de cien ejemplares.